# 1928 en Nouvelle-Écosse
Chronologie de la Nouvelle-Écosse
- 1924
- 1925
- 1926
- 1927
- 1928
- 1929
- 1930
- 1931
- 1932

Cette page concerne les événements survenus en 1928 dans la province canadienne de la Nouvelle-Écosse.

## Politique
- Premier ministre : Edgar N. Rhodes
- Chef de l'Opposition :
- Lieutenant-gouverneur : James Cranswick Tory
- Législature :

## Naissances
- 10 mars - Robert Coates (en) - homme politique